# Badia di San Bartolomeo (Anghiari)
La badia di San Bartolomeo (nota anche come chiesa di Badia) è un edificio sacro che si trova in piazzetta della Badia ad Anghiari.

## Storia e descrizione
L'edificio venne realizzato dai monaci camaldolesi nel 1104, dopo la donazione di Bernardino di Sidonia dei Conti di Galbino Mille nei pressi del complesso che oggi ospita la Scuola media Leonardo da Vinci, e quindi in un punto nevralgico del centro abitato.
Di estremo interesse è la chiesa conventuale (qui ricostruita a poca distanza dalla precedente, dopo che questa fu utilizzata come roccaforte) che mostra un singolare interno asimmetrico dovuto ai successivi rimaneggiamenti subiti dall'edificio. Fu ricostruita dai Tarlati nel XIV secolo e venne poi ingrandita nel 1447. Vi erano originariamente sette altari, ridotti a cinque nel 1775 durante dei lavori di restauro.
Tra le opere va segnalata la Madonna lignea attribuita allo scultore senese Tino di Camaino, il Crocifisso ligneo di ambito toscano ma di iconografia legata all'arte nordica,  il ciborio quattrocentesco in pietra che si trova nel coro e un dossale in pietra scolpito verosimilmente da Desiderio da Settignano verso la metà del XV secolo.
Sulla cantoria in controfacciata si trova l'organo a canne, costruito nel 1804 da Andrea Feligiotti riutilizzando il materiale fonico di uno strumento precedente. Integro nelle sue caratteristiche foniche originarie, è a trasmissione integralmente meccanica e dispone di 10 registri.